# Charles Berjole
 (décembre 2023).
Si vous disposez d'ouvrages ou d'articles de référence ou si vous connaissez des sites web de qualité traitant du thème abordé ici, merci de compléter l'article en donnant les références utiles à sa vérifiabilité et en les liant à la section « Notes et références ».
Charles Berjole (Angers le 13 juin 1884 - Angers le 20 septembre 1924), poète, dramaturge, graveur, illustrateur et artiste peintre angevin.

## Biographie
Charles Berjole est parent avec le peintre originaire de Saumur, Pierre Berjole.
Il travailla aux Établissements Bessonneau dont son père Firmin en est le sous-directeur en 1892. Il fut comptable, et commis d'architecte.
Il s'oriente vers une carrière artistique en rentrant à l'école régionale des beaux-arts d'Angers sous la direction d'Eugène Brunclair. Il devint professeur au sein de cette institution artistique angevine. Il aura pour élève le célèbre artiste angevin Jean-Adrien Mercier. 
Il devient graveur sur bois et illustrateur pour des ouvrages divers.
Il fut également poète. Il composa des poèmes pour accompagner des iconographies et œuvres graphiques. Il fut également un auteur dramatique et fut l'auteur de pièces théâtrales. 
Charles Berjole meurt en 1924. Il est enterré au cimetière de l'Est d'Angers.

## Pour approfondir